# China Service Medal
La China Service Medal (en français: Médaille du service en Chine) est une décoration militaire délivrée par le département de la Défense aux personnels militaires de la Marine des États-Unis, du corps des marines et des garde-côtes. La médaille a été instituée par l'ordonnance générale n ° 176 du département de la marine le 1er juillet 1942. La médaille reconnaissait le service rendu en Chine ou dans les eaux territoriales chinoises avant et après la Seconde Guerre mondiale.

## Critères
Personnel ayant servi à terre en Chine ou ont été attachés à l'un des navires qui ont opéré en soutien aux opérations en Chine entre le 7 juillet 1937 et le 7 septembre 1939.
1. Les objectifs commémoratifs pour lesquels la China Service Medal a été créée et autorisée par l'ordre général n° 176, daté du 1er juillet 1942, sont étendus pour inclure les services rendus par le personnel de la Marine, du Corps des Marines et de la Garde côtière pendant les opérations en Chine après le 2 septembre 1945, et jusqu'à une date finale à désigner. Il est en outre prévu que le Secrétaire de la Marine peut offrir cette médaille à des membres de l'Armée ou d'autres composantes des Forces armées des États-Unis pour des services qu'il peut déterminer comme étant proportionnels et compatibles avec les services pour lesquels la médaille est décernée à des membres du service naval, et cette disposition d'offre s'applique à toutes les périodes pour lesquelles l'attribution de cette médaille est autorisée. A servi à terre en Chine ou était attaché à l'un des navires qui ont opéré à l'appui des opérations en Chine entre le 2 septembre 1945 et le 1er avril 1957.
2. La médaille sera décernée aux personnes qui auront été attachées, présentes et en service permanent dans une organisation du service naval des États-Unis reconnue par le secrétaire de la Marine comme ayant participé aux opérations en Chine. Le service en qualité de passager, d'observateur, de visiteur, de coursier, d'escorte, d'inspecteur ou autre statut similaire, lorsqu'il n'est pas attaché en permanence à une unité éligible, n'est pas pris en compte pour l'attribution de la médaille ci-dessus. Les services accomplis dans la région de l'Asie-Pacifique entre le 3 septembre 1945 et le 2 mars 1946, inclusivement, ne seront pas crédités en vue de l'admissibilité individuelle à la China Service Medal, à moins que la personne ne soit déjà admissible à la Asiatic-Pacific Campaign Medal (Médaille de la campagne de l'Asie-Pacifique) pour les services accomplis avant le 2 septembre 1945.
3. Les organisations seront, conformément aux dates susmentionnées, créditées d'un service admissible pour les services rendus à terre en Chine et dans les îles et territoires adjacents reconnus comme chinois, ou dans des navires opérant dans ces eaux territoriales ou dans les zones océaniques contiguës, ou dans des aéronefs basés sur ces territoires ou navires et opérant à partir de ceux-ci.
4. La China Service Medal ne sera pas décernée pour tout service pour lequel une autre médaille de service est autorisée, sauf dans les cas prévus au paragraphe 2 ci-dessus, et il ne sera pas décerné plus d'une médaille à une même personne. Le port d'agrafes, de dispositifs distinctifs ou d'autres insignes sur le ruban de service correspondant n'est pas autorisé, sauf que les individus auxquels la médaille a été ou peut être décernée pour des services accomplis en vertu de l'ordre général no 176, du 1er juillet 1942, devront, lorsqu'ils deviendront admissibles à cette récompense pour des services accomplis après le 2 septembre 1945, porter une étoile de bronze signifiant la deuxième récompense sur le ruban de la médaille et sur le ruban de service.
Les règlements autorisent le port d'une étoile de bronze si le membre du service a accompli des tâches pendant les deux périodes d'admissibilité. La China Service Medal n'est plus décernée par la marine des États-Unis.

## Apparence
Conçue par le sculpteur américain George Holburn Snowden, la médaille est en bronze et mesure 1,25 pouce de diamètre. Le centre de l'avers porte une jonque chinoise à trois voiles portée par des vagues de parchemin. Le bateau est entouré de l'inscription en relief China Service, en caractères asiatiques.
Le revers de la médaille porte un pygargue à tête blanche tourné vers la gauche. L'aigle se saisit des lauriers alors qu'il était perché sur la hampe horizontale d'une ancre avec les pattes à droite. Sur le côté gauche de l'aigle se trouve le mot For et le côté droit Service. Au-dessus de l'aigle, l'une des deux inscriptions est gravée : United States Navy pour la version attribuée aux marins, ou United States Marine Corps pour la version attribuée aux Marines.
Le ruban de suspension et le ruban de service de la médaille sont en or avec des bandes rouges de chaque côté.